# 大阪市立淀川小学校
大阪市立淀川小学校（おおさかしりつ よどがわしょうがっこう）は、大阪府大阪市都島区毛馬町3丁目にある公立小学校。
学校上空が大阪国際空港に着陸する航空機の経路となっているため、騒音対策として校舎には空調設備が設置されている。

## 沿革
- 1921年11月3日 - 東成郡城北第二尋常小学校として、東成郡城北村毛馬312番地（現在地）に創立。
- 1925年4月1日 - 城北村が大阪市に編入したことに伴い、大阪市淀川尋常小学校と改称。
- 1941年4月1日 - 国民学校令により、大阪市淀川国民学校と改称。
- 1947年4月1日 - 学制改革により、大阪市立淀川小学校と改称。
- 1961年 - 創立記念日を制定する。
- 1979年4月1日 - 大阪市立大東小学校を分離。

## 通学区域
- 大阪市都島区[1]
  - 毛馬町1丁目・2丁目（1～2番・9～10番・11番＜10号、31～43号＞・12番）・3～4丁目・5丁目（7～22番）

卒業生は大阪市立淀川中学校に進学する。

## 交通
- 大阪シティバス 34、57系統　毛馬橋バス停 北へ約300m。57系統　淀川小学校バス停前
- 阪急千里線 柴島駅 南東へ約1.8km。
- Osaka Metro谷町線 都島駅 北へ約1.8km。